# Arachnothryx sousae
Arachnothryx sousae är en måreväxtart som beskrevs av Attila L. Borhidi. Arachnothryx sousae ingår i släktet Arachnothryx och familjen måreväxter. Inga underarter finns listade i Catalogue of Life.